# سارة ليدمان
سارة ليدمان (بالسويدية: Sara Lidman)‏‏ (30 ديسمبر 1923 - 17 يونيو 2004 في أوميو) كاتِبة، وصحفية من السويد.

## التعليم
تعلمت سارة ليدمان في:
- جامعة أوبسالا

## الجوائز
حصلت سارة ليدمان على الجوائز الآتية:
- Selma Lagerlöf Prize [الإنجليزية]‏
- جائزة دوبلوغ [الإنجليزية]‏
- جائزة نيوف الكبرى  [لغات أخرى]‏
- جائزة المجلس الشمالي للأدب
- دكتوراه فخرية
- ميدالية الآداب والفنون [الإنجليزية]‏
- جائزة دوبلوغ [الإنجليزية]‏
- جائزة أريانا  [لغات أخرى]‏
- Östersunds-Postens litterature price  [لغات أخرى]‏